# Judenrampe

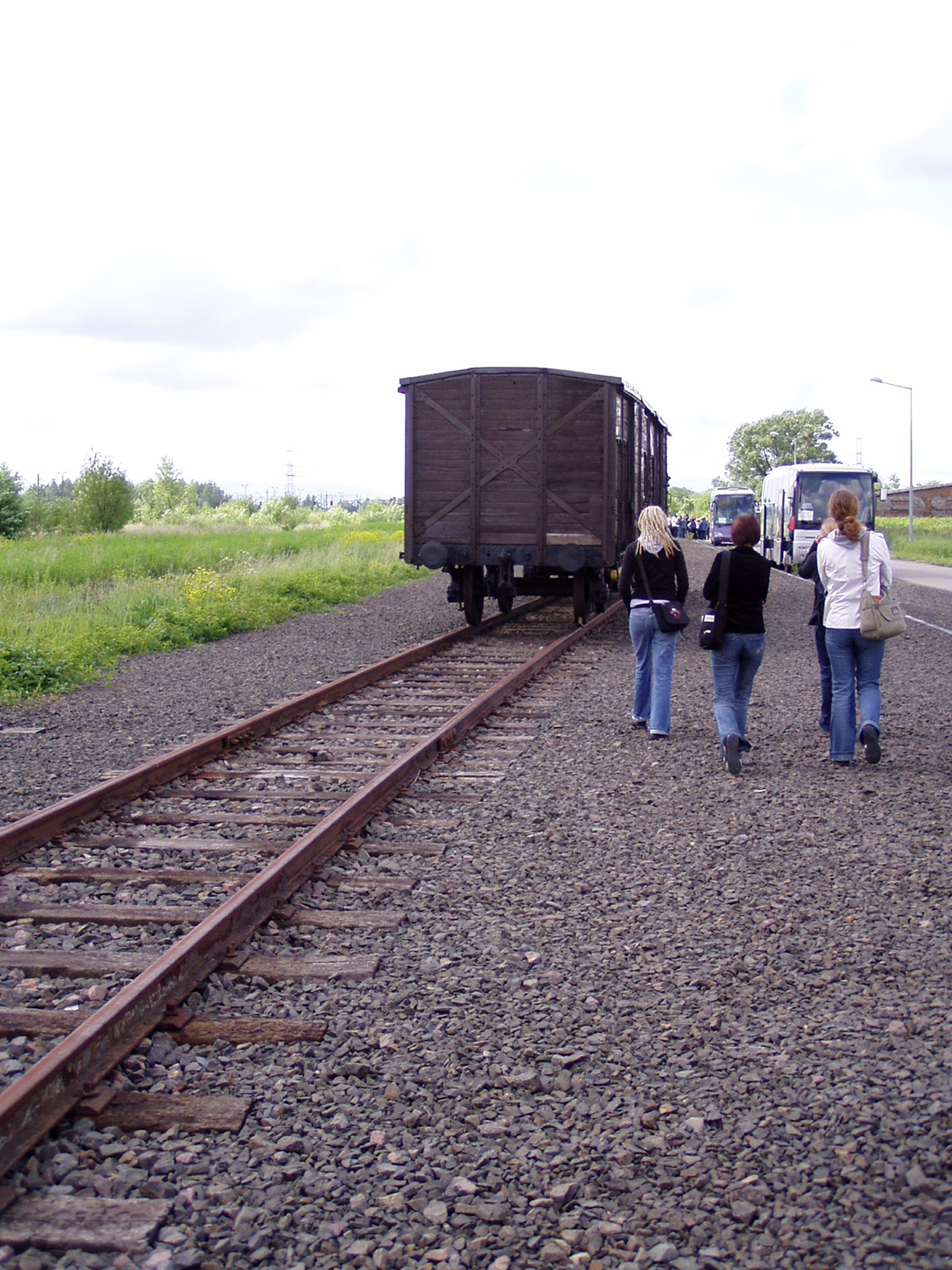
Judenrampe

Judenrampe (česky Židovská rampa) byla železniční rampa sloužící pro příjem a selekci transportů určených k likvidaci v plynových komorách koncentračního tábora Auschwitz-Birkenau, které sem byly směřovány z celé nacisty okupované Evropy. Nachází se asi kilometr na jih od nádraží v Osvětimi, na polovině cesty mezi tábory Auschwitz I a Auschwitz II – Birkenau.

## Vznik a funkce
Judenrampe sloužila téměř výhradně pro účely vyhlazovacího tábora Auschwitz II – Birkenau. (Kmenový tábor Auschwitz I měl svoji vlastní rampu, která byla někdy také nazývána Polakenrampe – rampa pro Poláky). Na Judenrampe byly přiváženy transporty z celé Evropy určené k likvidaci v plynových komorách Birkenau. Šlo většinou o transporty Židů, ale také Romů, Poláků, Rusů a dalších národností. Probíhala zde selekce přivezených na dvě skupiny – práceschopní byli odváděni do tábora a práceneschopní do plynových komor. O pracovní schopnosti jednotlivců rozhodovali nacističtí lékaři (mj. známý Josef Mengele nebo např. Heinz Thilo). Do tábora bylo většinou vybráno asi 20–30 % osob z každého transportu, počet vybíraných se však měnil podle potřeb tábora.
Judenrampe fungovala od roku 1942 do května 1944, kdy od ní byla zřízena vlečka přímo ke krematoriím II. a III. do tábora v Birkenau. Stavba této vlečky souvisela s přípravou na tzv. Akci Höss – vyvraždění asi 400 000 maďarských Židů v létě 1944.

## Obnova místa a vznik expozice

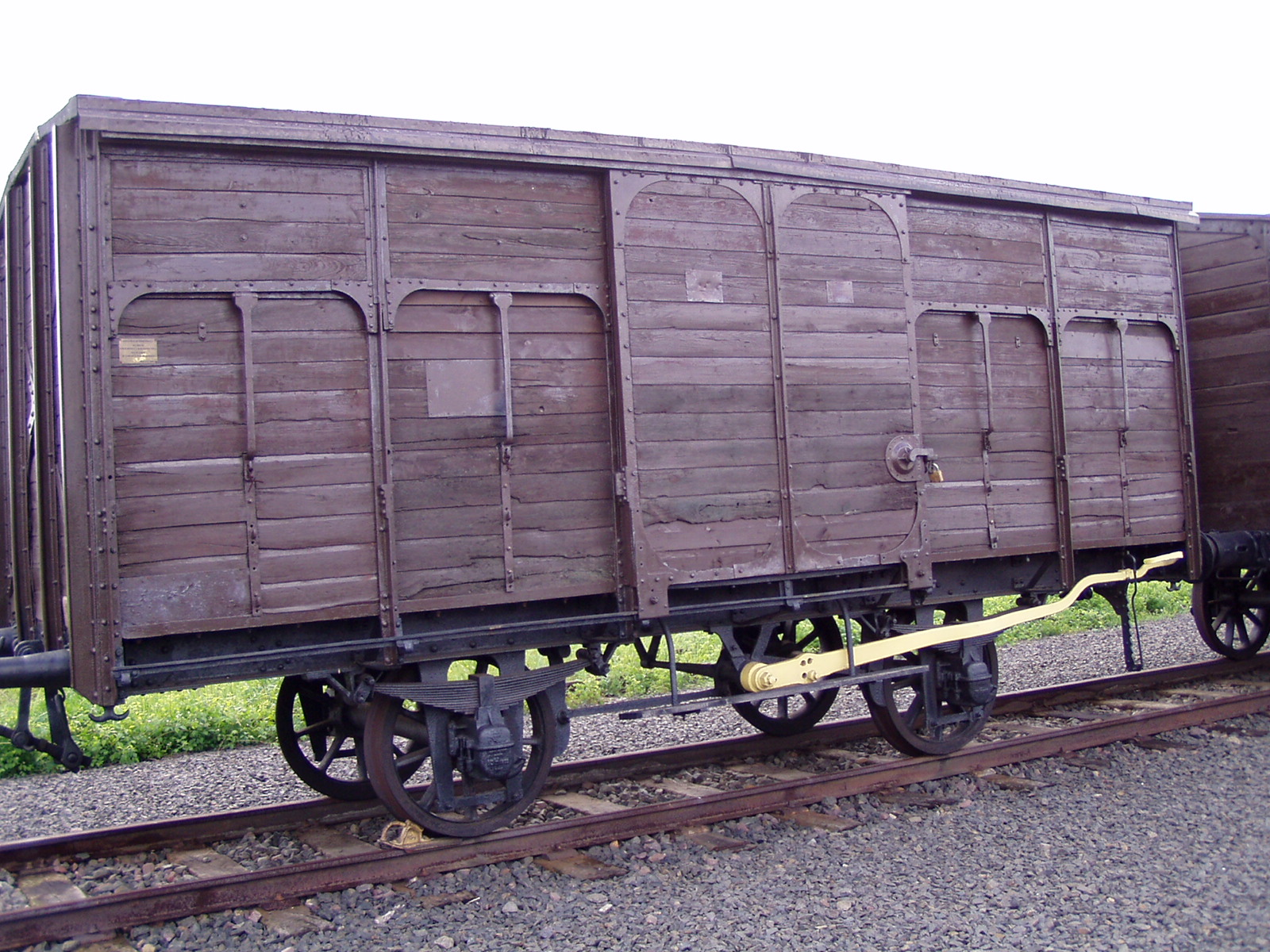
Jeden z vagónů na rekonstruované Judenrampe

Po válce přestala být Judenrampe využívána, zarostla a byla zdevastována. V roce 2004 proběhla její rekonstrukce díky pařížské Nadaci pro uchování paměti o šoa ve spolupráci s obcí Brzezinka. Obnovena byla střední část rampy s kolejemi a místem, kde probíhaly selekce. Na koleje byli přistaveny dva originální restaurované vagóny, jimiž byly do koncentračního tábora přiváženy oběti nacistů – vagón francouzských železnic SNCF z přelomu 19. a 20. století a vagón německých drah (Deutsche Reichsbahn) z roku 1917. Expozice je doplněna 4 informačními deskami s texty a dobovými fotografiemi. Na místě je zřetelná, přes terénní úpravy a poválečnou zástavbu, i trasa a napojení vlečky do KT Birkenau. Expozice byla slavnostně otevřena v lednu 2005 za účasti francouzského prezidenta Jacquese Chiraca a bývalé francouzské ministryně a vězeňkyně tábora Auschwitz Simone Veil.  Místo, na kterém probíhaly až do jara 1944 selekce a jímž prošla většina obětí holokaustu, je dobře dopravně dostupné při cestě mezi tábory I.a II.